# Eduardo Salvio
Eduardo Antonio "Toto" Salvio, född 13 juli 1990, är en argentinsk fotbollsspelare som spelar för UNAM. Han har även representerat Argentinas landslag.

## Karriär
Den 18 juli 2019 värvades Salvio av Boca Juniors. I juli 2022 värvades han av mexikanska UNAM.